# Ecnomus aberrans
Ecnomus aberrans är en nattsländeart som beskrevs av Francois-Marie Gibon 1982. Ecnomus aberrans ingår i släktet Ecnomus och familjen trattnattsländor. Inga underarter finns listade i Catalogue of Life.